# Kalkmjölnavling
Kalkmjölnavling (Pseudoomphalina kalchbrenneri) är en svampart som först beskrevs av Giacopo Bresàdola, och fick sitt nu gällande namn av Rolf Singer 1956. Enligt Catalogue of Life ingår Kalkmjölnavling i släktet Pseudoomphalina,  och familjen Tricholomataceae, men enligt Dyntaxa är tillhörigheten istället släktet Pseudoomphalina,  och familjen trådklubbor. Arten är reproducerande i Sverige. Inga underarter finns listade i Catalogue of Life.